# Семхоз
Семхо́з — микрорайон города Сергиева Посада; до 2004 года посёлок городского типа в Сергиево-Посадском районе Московской области.

## История
В 2004 году включён в черту города Сергиева Посада.

## Население
2862 человек зарегистрировано. Также большое количество человек проживает без регистрации. 
По данным спутника в микрорайоне более 2500 домовладений. В Администрации Сергиев Посада говорят, что в микрорайоне проживает более 7000 человек (44,2 % муж. / 55,8 % жен.)

## Люди, связанные с Семхозом
Известен как место убийства  священника Александра Меня. На месте гибели воздвигнут храм. В Семхозе проходят ежегодные конференции, посвящённые памяти о. Александра.

## Транспорт
Через микрорайон проходит Московская железная дорога (платформа Семхоз), а также Хотьковское шоссе.